# El Arenal, Azoyú
El Arenal är en ort i Mexiko.   Den ligger i kommunen Azoyú och delstaten Guerrero, i den sydöstra delen av landet, 300 km söder om huvudstaden Mexico City. El Arenal ligger 19 meter över havet och antalet invånare är 133.
Terrängen runt El Arenal är huvudsakligen platt, men norrut är den kuperad. Terrängen runt El Arenal sluttar söderut. Runt El Arenal är det glesbefolkat, med 8 invånare per kvadratkilometer. Närmaste större samhälle är Cuajinicuilapa de Santa Maria, 17,7 km sydost om El Arenal. Omgivningarna runt El Arenal är en mosaik av jordbruksmark och naturlig växtlighet.